# Seven Seas of Rhye
«Seven Seas of Rhye» — финальная песня альбомов Queen (здесь она включена как инструментальный проигрыш) и Queen II английской рок-группы Queen, написанная Фредди Меркьюри. Издавалась дважды, в 1973 и 1974 годах. Полная версия со второго альбома вошла в третий сингл группы.

## О песне
Выйдя в качестве сингла, песня была исполнена группой на Top of the Pops, после чего достигла десятой строчки в английском хит-параде.
Вступительное арпеджио на пианино в версии альбома Queen II было сыграно двумя руками с интервалом в октаву, тогда как в версии альбома Queen и большинства живых выступлений, Фредди играл одной рукой. Эта тема также появлялась в конце песни «It’s a Beautiful Day (Reprise)».
Семь Морей Райи также упоминаются в песне «Lily of the Valley» из альбома Sheer Heart Attack в словах «Messenger from Seven Seas has flown/To tell the king of Rhye he’s lost his throne» (Гонец с Семи Морей прилетел/Чтобы сказать королю Райи что он низвержен с трона).
На стороне «Б» пластинки была записана песня «See What a Fool I’ve Been», написанная Брайаном Мэем.

## Чарты

### Великобритания
| Позиция | 45 | 30 | 15 | 15 | 11 | 10 | 14 | 17 | 36 | 50 |